# XHTML Friends Network
XHTML Friends Network (XFN) es un microformato de HTML desarrollado por el Global Multimedia Protocols Group que proporciona un modo simple de representar relaciones humanas usando enlaces. XFN permite la construcción de las tramas de contactos de las redes sociales. Permite a los autores representar las relaciones entre personas usando los enlaces de una página web.  Además permite conocer a gente relacionada con amigos propios mediante blogrolls (lista de enlaces favoritos), añadiendo una o varias palabras clave.
XFN fue el primer microformato introducido en diciembre de 2003. Cabe destacar que WordPress incluye compatibilidad con XFN por defecto. Los creadores de XFN facilitan la tarea al usuario de forma enorme, ya que permiten la construcción de enlaces de forma muy específica y sistematizada. Por tanto, XFN es una herramienta de programación la Web 2.0 que funciona como protocolo específico.

## Ejemplos
El autor de un blog puede indicar su relación con la gente en sus blogrolls, añadiendo el atributo "rel" en sus etiquetas , precisando como queremos indicar a nuestro amigo. 
Si por ejemplo, uno de nuestros enlaces es:
```
<
a
 
href
=
"http://www.stallman.com"
>
Ejemplo
</
a
>

```

Únicamente hay que añadir un atributo "rel" con los valores apropiados separados por espacios:
```
<
a
 
href
=
"http://www.stallman.com"
 
rel
=
"friend met colleague"
>
Ejemplo con rel
</
a
>

```

## Referencia en blogs
Para referenciar el perfil XFN en nuestro blog, hay que añadir el atributo "profile" en la etiqueta "head":
```
<
head
 
profile
=
”http://gmpg.org/xfn/11″
>

```